# استان ریو کلارو–مایارو
استان ریو کلارو-مایارو (به لاتین: Rio Claro-Mayaro Regional Corporation) یک استان در ترینیداد و توباگو است. استان ریو کلارو-مایارو ۸۵۲٫۸۱ کیلومتر مربع مساحت و ۳۲٬۱۴۳ نفر جمعیت دارد.